# Хованов Микола Петрович
Микола Петрович Хованов (1904, село Синодське Саратовської губернії, тепер Воскресенського району Саратовської області, Російська Федерація — ?) — радянський діяч, 1-й секретар Баландинського районного комітету ВКП(б) Саратовської області, секретар Горьковського обласного комітету ВКП(б), секретар Кримського обласного комітету ВКП(б).

## Біографія
Народився в бідній селянській родині. З 1916 по 1924 рік працював у господарстві батьків.
У 1924 році вступив до комсомолу. З 1924 року працював у волосному комітеті ВЛКСМ.
З 1926 до 1928 року служив у Червоній армії. Член ВКП(б) з 1927 року
Після демобілізації працював на господарській роботі, брав участь у створенні колгоспів на Саратовщині.
Навчався у Вищій школі партійних організаторів при ЦК ВКП(б).
У 1932—1935 роках — секретар партійного комітету на будівництві заводу лужних акумуляторів у Саратові.
У 1935—1939 роках — заступник начальника політичного відділу радгоспу; інструктор сільськогосподарського відділу Саратовського обласного комітету ВКП(б); 1-й секретар Баландинського районного комітету ВКП(б) Саратовської області.
У 1939—1941 роках — відповідальний організатор Управління кадрів ЦК ВКП(б).
У 1941—1943 роках — секретар Горьковського обласного комітету ВКП(б) з питань оборонної промисловості. У 1943—1946 роках — заступник секретаря Горьковського обласного комітету ВКП(б) з питань оборонної промисловості. Одночасно, уповноважений у Горьковській області із виробництва озброєння для Радянської армії.
У вересні 1946 — 7 серпня 1949 року — 3-й секретар Кримського обласного комітету ВКП(б).
У серпні — грудні 1949 року — директор ферментаційного заводу в місті Сімферополі.
18 грудня 1949 року заарештований органами МДБ, проходив по так званій «Ленінградській справі». Засуджений Воєнною колегією Верховного суду СРСР 31 жовтня 1950 року до 25-річного ув'язнення.
1954 року реабілітований.
У 1956 році закінчив Вищу партійну школу при ЦК КПРС у Москві.
25 квітня 1956 — 1958 року — 2-й секретар Смоленського обласного комітету КПРС.
На 1962 рік — голова Смоленської обласної ради професійних спілок.

## Нагороди
- орден Червоної Зірки (5.01.1944)[4],
- Орден «Знак Пошани»[4].